# Abrechnungsbetrug
Abrechnungsbetrug ist ein Sammelbegriff für spezielle Ausformungen des Betruges im Rahmen des deutschen Gesundheitswesens, bei denen Ärzte, Psychotherapeuten, Zahnärzte, Krankenhäuser oder sonstige Leistungserbringer wie Logopäden, Physiotherapeuten, Ergotherapeuten oder ambulante Pflegedienste Vergütungen für nicht erbrachte Leistungen erschleichen oder bei dem Apotheker, Sanitätshäuser oder sonstige Leistungserbringer der Hilfsmittelversorgung mittels einer Täuschung Vergütungen für nicht erbrachte Lieferungen kassieren. Ein Abrechnungsbetrug kann ebenfalls vorliegen, sofern zwar eine Leistung erbracht, jedoch eine höherwertige Leistung abgerechnet wird.
An einem Abrechnungsbetrug können neben einem Leistungserbringer auch etwa Patienten oder Krankenkassenmitarbeiter oder auch mehrere Leistungserbringer (z. B. Arzt und Apotheker) beteiligt sein.

## Lage in Deutschland
In den letzten Jahren hat die Zahl diesbezüglicher Ermittlungsverfahren in Deutschland zugenommen. Für 2003 weist die amtliche Statistik 13.781 Fälle aus, das sind 1374 mehr als 2002.
Ab Mitte 2014 ist eine Ermittlungswelle gegen ambulante Pflegedienste ausgebrochen. In Berlin ist von den Ermittlungen des LKA 195 und der Staatsanwaltschaft derzeit nahezu jeder vierte Pflegedienst betroffen.

## Auswirkungen
Wer der Geschädigte eines Abrechnungsbetrugs im Gesundheitswesen ist, hängt auf Grund unterschiedlicher Vergütungssysteme vom jeweiligen Leistungsbereich ab.
Durch Abrechnungsbetrug mit budgetierten Leistungen vertrags(zahn)ärztlicher bzw. vertragspsychotherapeutischer Behandlungen schädigen Vertrags(zahn)ärzte und Vertragspsychotherapeuten ihre Fachkollegen in der gleichen Kassen(zahn)ärztlichen Vereinigung (KV bzw. KZV), deren Punktwerte und Honorare dadurch geringer ausfallen. Der Grund hierfür ist, dass die Krankenkassen für die Vergütung der vertrags(zahn)ärztlichen bzw. vertragspsychotherapeutischer Leistungen an die Kassen(zahn)ärztlichen Vereinigungen jeweils einen Pauschalbetrag (die so genannte Gesamtvergütung) zahlen. Die KVen bzw. KZVen verteilen die Gelder aus diesem „Budget“ wiederum an die abrechnenden Vertrags(zahn)ärzte bzw. Vertragspsychotherapeuten. Reicht die Gesamtvergütung nicht aus, um jede abgerechnete Leistung im Sinne einer Einzelleistungsvergütung voll zu vergüten, wird der Mangel im Rahmen der Honorarverteilung gegenüber den teilnehmenden Vertrags(zahn)ärzte bzw. Vertragspsychotherapeuten durch Honorarkürzungen ausgeglichen. Durch Falschabrechnungen Einzelner wird die Gesamtvergütung geschmälert, was im Ergebnis zu niedrigeren Honorarzahlungen an die übrigen Vertrags(zahn)ärzte bzw. Vertragspsychotherapeuten führen kann.
Anders als bei der Falschabrechnung budgetierter vertrags(zahn)ärztlicher Leistungen entsteht bei der Falschabrechnung von Privatleistungen oder von nicht budgetierten vertrags(zahn)ärztlichen bzw. vertragspsychotherapeutischen Leistungen durch (Zahn-)Ärzt, Psychotherapeuten und andere Leistungserbringer wie Sanitätshäuser, Physiotherapeuten, ambulante Pflegedienste, Apotheken und Angehörige anderer Gesundheitsfachberufe der Schaden in voller Höhe beim jeweiligen Kostenträger. Dies ist in der Regel die Krankenkasse, die private Krankenversicherung oder der Beihilfeträger des Patienten, Sonstige Kostenträger oder der selbst zahlende Verbraucher oder Patient.
Welche vertrags(zahn)ärztliche bzw. vertragspsychotherapeutische Leistungen budgetiert sind und welche nicht, ergibt sich aus dem Fünften Buches Sozialgesetzbuch (SGB V) und ggf. aus den von der betreffenden K(Z)V mit den jeweiligen Krankenkassen vereinbarten Gesamtverträgen (so genannte Vergütungsvereinbarungen).
Abrechnungsbetrug durch Krankenhäuser (etwa durch unangemessene Wahl von Krankheitsverschlüsselungen (z. B. Upcoding) oder falsche Verwendung von öffentlichen Fördermitteln) wird im Verhältnis zu seiner wirtschaftlichen Bedeutung wenig thematisiert.

## Maßnahmen zur Bekämpfung
Die Bekämpfung von Abrechnungsmanipulationen durch die Institutionen der Gesetzlichen Krankenversicherung ist gesetzlich verankert. Laut § 197a SGB V hat jede Krankenkasse und nach § 81a SGB V jede Kassenärztliche Vereinigung eine Stelle zur Bekämpfung von Fehlverhalten im Gesundheitswesen einzurichten, die Hinweisen über mögliche rechtswidrige oder zweckwidrige Nutzung von Finanzmitteln in ihrem jeweiligen Aufgabenbereich nachzugehen und ggf. die Staatsanwaltschaft zu unterrichten hat.
Die Aufgabe, die Richtigkeit der Honorarabrechnungen von Vertragsärzten und Vertragszahnärzten zu prüfen, liegt gemäß § 106a Absatz 1 SGB V bei den Kassen(zahn)ärztlichen Vereinigungen und den Krankenkassen. Die Kassen(zahn)ärztlichen Vereinigungen verwenden darüber hinaus eine Reihe von Plausibilitätsprüfungen, so z. B. eine mit dem EBM 2000plus eingeführte Prüfung der Plausibilitätszeiten, bei der zu einzelnen Leistungen eine mindestens benötigte Zeit ermittelt wird, so dass zeitnah auffällt, wenn der Arzt oder Psychotherapeut in der Summe dieser Zeiten über einem plausiblen Wert (z. B. 12 Stunden pro Tag) liegt. Weitere Auffälligkeiten einer Abrechnung können durch Gutachten von Vertragsgutachtern oder des Medizinischen Dienstes der Krankenversicherung aufgedeckt werden. Die hieraus gewonnenen Erkenntnisse können Aufschluss über das Vorliegen eines Abrechnungsbetruges geben und die genannten Stellen veranlassen, die Staatsanwaltschaft zu unterrichten.
Neben der strafrechtlichen Wertung wird eine schuldhafte Falschabrechnung durch den Vertrags(zahn)arzt bzw. Vertragspsychotherapeuten als vertrags(zahn)ärztliche bzw. vertragspsychotherapeutische Pflichtverletzung gewertet, die zur Verhängung einer Disziplinarmaßnahme durch die Kassen(zahn)ärztliche Vereinigung bis hin zur Entziehung seiner Zulassung durch den Zulassungsausschuss führen kann.
Neben den eingerichteten Stellen bei den Krankenkassen und Kassen(zahn)ärztlichen Vereinigungen haben sich auch einige Krankenkassen in Verbänden bzw. Arbeitsgruppen organisierten, um Hinweisen gezielt entgegenzuwirken. Neben den verschiedenen Landesverbänden der Krankenkassen hatten sich beispielsweise folgende Organisationen gebildet:
- argab – Arbeitsgruppe gegen Abrechnungsbetrug –

Diese Arbeitsgruppe wurde 2008 von 5 Betriebskrankenkassen zur gemeinsamen Bekämpfung von Fehlverhalten im Gesundheitswesen gegründet. Zwischenzeitlich arbeiteten so 23 Krankenkassen zusammen, um gemeinsam Hinweisen nachzugehen und entsprechendes Fehlverhalten besser bekämpfen zu können. Eine Auflösung der „argab“ erfolgte zum 31. Dezember 2021.
- ÜdaV (Überwachung der abrechnenden Vertragspartner)

Folgende Mitglieder: AOK Niedersachsen, mehrere Betriebs- und Innungskassen, die Knappschaft und Landwirtschaftliche Krankenkasse. Diese Organisation ist hauptsächlich in Niedersachsen aktiv.

## Abrechnungsbetrug durch (Zahn-)Ärzte und Psychotherapeuten
In Deutschland werden die Leistungen, die für einen in der gesetzlichen Krankenversicherung Versicherten erbracht worden sind, vom Vertrags(zahn)arzt selbst erfasst und der für ihn zuständigen Kassen(zahn)ärztlichen Vereinigung übermittelt. Von der Kassen(zahn)ärztlichen Vereinigung werden die Abrechnungsdaten anonymisiert an die zuständigen Krankenkassen weitergeleitet. Der Patient erhält zwar auf Wunsch eine Leistungs- und Kosteninformation (Patientenquittung); die Erfahrung zeigt jedoch, dass nur selten solche Quittungen tatsächlich verlangt werden. Zudem weiß der Vertrags(zahn)arzt bzw. Vertragspsychotherapeut bei der Erbringung der Leistung noch gar nicht, welchen Wert die Punkte, die er dafür abrechnen kann, als konkreten Geldbetrag haben werden; er kann also gar keine Bestätigung mit einem konkreten Geldbetrag dafür ausstellen. Die Kontrolle der Abrechnungen ist über Stichproben, Plausibilitätsprüfungen und statistische Methoden möglich.
Beispiele für Abrechnungsbetrug sind:
- in Rechnung stellen von nicht erbrachten Leistungen (sogenannte „Luftleistungen“)[2]
- Falschabrechnung von Leistungen (Aufbauschen von Leistungen oder falsches Klassifizieren)
- Abrechnung von nicht persönlich erbrachten Leistungen (Beispiel: Ein angestellter Klinikarzt erbringt eine Leistung und der Chefarzt rechnet dies als selbst erbrachte, persönliche Leistung ab)
- Abrechnung unter falschem Datum; damit entgeht der Arzt Leistungsausschlüssen oder Höchstbetragsregelungen.

## Beispiele für Abrechnungsbetrug durch Apotheker und sonstige Leistungserbringer
Die möglichen Varianten eines Abrechnungsbetruges unter Beteiligung von Apothekern und sonstigen Leistungserbringern sind vielfältig.
Beispiele für Abrechnungsbetrug durch Apotheker sind:
- Abgabe von reimportierten Arzneimitteln oder Nachahmerpräparaten (Generika) unter Berechnung des Originalpräparats
- Abrechnung von Rezepten, die nicht beliefert werden

Formen für Abrechnungsbetrug unter Beteiligung Dritter:
- Apotheker oder Lieferant zahlen den rezeptverordnenden Ärzten eine Provision (Zuweisung gegen Entgelt)
- Apotheker oder Lieferant teilen mit den Patienten den erschwindelten Betrag bei Nichtausgabe eines Teils des Rezeptumfangs bei voller Abrechnung gegenüber der Krankenkasse bzw. tauschen Rezepte gegen andere Waren (Kosmetika, Potenzmittel, andere nicht verschreibungsfähige Präparate pp.).

Die Verordnungen von Ärzten werden über Budgets reguliert, so dass ein Arzt persönlich (mit eigenem Vermögen) für die Wirtschaftlichkeit seiner Verordnungen haften muss. Bei einer Prüfung der Verordnungen eines Arztes werden somit gelegentlich auch falsche Abrechnungen von Apotheken aufgedeckt.
Abrechnungsmanipulationen durch Physiotherapeuten:
- Abgabe von Leistungen für die die behandelnden Physiotherapeuten nicht qualifiziert sind (Leistungen, die durch fehlenden Qualifikationsnachweis nicht abrechnungsfähig sind)
- Abrechnung von nicht erbrachten Leistungen, z. T. inklusive Fälschung der Unterschrift der Versicherten auf der Rückseite der Heilmittelverordnung
- Abrechnung von anderen als den tatsächlich geleisteten Behandlungen. Hier wird zum Teil in Zusammenarbeit mit den Versicherten eine ärztlich verordnete Leistung (z. B. Krankengymnastik) mit einer anderen (z. B. Massagen) getauscht. Quittiert wird hingegen die verordnete und ggf. teurere Leistung.

Möglichkeiten des Abrechnungsbetruges durch ambulante Pflegedienste:
- Abrechnung von nicht erbrachten Leistungen, ggf. inkl. Unterschriftenfälschung auf dem Leistungsnachweis.
- Abrechnung von Leistungen, die durch nicht qualifiziertes Personal erbracht wurden.

Neben den erwähnten Beispielen gibt es noch eine Vielzahl anderer möglicher Abrechnungsmanipulationen, die als Betrug strafbar sein können:
- Abrechnung von tatsächlich nicht erbrachten Leistungen bei Verstorbenen, deren Gesundheitskarte in der Praxis aufbewahrt und routinemäßig eingelesen wurde
- Doppelte Rechnungsstellung gegenüber privat Versicherten von Leistungen über verschiedene Factoringfirmen.
- Abrechnung tatsächlich nicht erbrachter Tests durch private Testzentren nach der Coronavirus-Testverordnung[3]
- Erschleichen von Leistungen durch Patienten bei der Verwendung elektronischer Gesundheitskarten (Krankenversicherungskarten) von fremden Dritten
- Erschleichen von Krankschreibungen mit Entgeltfortzahlungsanspruch durch Patienten

## Beispiele für Abrechnungsbetrug durch ambulante Pflegestationen
Der Betrugsvorwurf im Pflegebereich ist nach § 263 StGB vielseitig möglich. Dabei ist der Hauptvorwurf, dass nicht erbrachte Leistungen dennoch abgerechnet wurden. Teilweise sollen diese wiederholt und dauerhaft nicht wahrheitsgemäß veranlasst worden sein.
Hierzu sollen die ambulanten Pflegedienste gezielte Anleitungen gegeben haben, um zusätzliche Pflegezuschüsse zu erzielen. Im Wesentlichen wird ein erhöhter Pflegebedarf durch das zuvor antrainierte Verhalten des vermeintlich pflegebedürftigen vorgetäuscht. Hierzu wird die Wohnung vorsorglich durch einen Rollator, Badewannenlift und sogar mit Windeln ausgestattet.
Dabei können sich nicht nur die Pflegedienste gemäß § 263 StGB strafbar machen, sondern auch die Patienten. Durch sogenannte Kick-Back Zahlungen sollen auch die vermeintlich pflegebedürftigen Patienten im Umfang der nicht erbrachten Pflegeleistungen durch Rückzahlungen seitens der ambulanten Pflegestationen „rückvergütet“ worden sein.
Das Strafmaß ist hierbei im Rahmen des Abrechnungsbetruges zumeist besonders einschneidend. Jede Abrechnungsperiode wird von der Staatsanwaltschaft als juristisch selbständige Handlung gewertet. Schnell kann durch einen Patienten im Jahr ein Betrug in zumindest zwölf Fällen entstehen. Als sogenannter gewerbsmäßiger Betrug ist dieser als besonders schwerer Fall mit mindestens sechs Monaten Freiheitsstrafe bedroht (§ 263 Absatz 3 Nr. 1 StGB).
Soweit für die Ermittlungsbehörden der Verdacht aufkommt der Geschäftsführer und die Pflegedienstleistung hätten mit dem Patienten zusammengewirkt, steht schnell der Verdacht eines gewerbsmäßigen Betruges als Mitglied einer Bande im Raum. Diese nach § 263 Absatz 5 StGB strafbarere Begehungsalternative ist mit mindestens einem Jahr Freiheitsstrafe bedroht.